# Самойлов, Владимир Павлович
Владимир Павлович Самойлов (9 июля 1927, Хабаровск, РСФСР — 21 апреля 2016, Москва, Российская Федерация) — советский и российский организатор строительства, генеральный директор НТЦ ПСО «Мосинжстрой» и ОАО «НТЦ», лауреат Государственной премии СССР, заслуженный строитель РСФСР.

## Биография
В 1949 г. окончил МИИТ.
С 1949 г. инженер-конструктор Метропроекта. С 1957 г. — научный сотрудник и руководитель лаборатории НИИОСП (Научно-исследовательский, проектно-изыскательский и конструкторско-технологический институт оснований и подземных сооружений) им Н. М. Герсеванова.
В 1970-е гг. — руководитель отделения тоннелей и метрополитенов ЦНИИС (Центральный научно-исследовательский институт транспортного строительства) Минтрасстроя.
В 1980-е гг. — начальник СКТБ (специализированного конструкторского технологического бюро) Главмосинжстроя.
С 1990-х гг. — генеральный директор НТЦ ПСО «Мосинжстрой» и ОАО «НТЦ», кандидат технических наук, автор монографии «Экспериментальные исследования — важный этап создания щитовых тоннелепроходческих машин».
Автор и соавтор 130 изобретений.

## Награды и звания
Лауреат Государственной премии СССР.
Заслуженный строитель РСФСР (1970).
Награжден 14-ю золотыми и серебряными медалями ВДНХ СССР.